# Yrjö Kolho
Yrjö Eliel Kolho (* 23. April 1888 in Keuruu als Yrjö Saxberg; † 13. Februar 1969 in Vilppula) war ein finnischer Sportschütze.

## Erfolge
Yrjö Kolho nahm an den Olympischen Spielen 1920 in Antwerpen in vier Wettbewerben teil. In der Mannschaftskonkurrenz mit der Freien Pistole belegte er den elften Platz, während er in der Disziplin Laufender Hirsch im Einzel im Einzelschuss als Vierter knapp einen Medaillengewinn verpasste. In den Mannschaftskonkurrenzen gewann er im Doppelschuss gemeinsam mit Robert Tikkanen, Nestori Toivonen, Vilho Vauhkonen und Magnus Wegelius die Bronzemedaille, während er im Einzelschuss gemeinsam mit Tikkanen, Toivonen, Wegelius und Kaarlo Lappalainen die Silbermedaille gewann.
Seine Brüder Lauri und Voitto Kolho waren ebenfalls olympische Sportschützen.